# کیانوش رحمتی
کیانوش رحمتی (زاده ۲۷ شهریور ۱۳۵۷ در نوشهر) بازیکن سابق و مربی فوتبال اهل ایران است. .
همچنین کیانوش بازیکن سابق تیم ملی فوتبال ایران و بازی در باشگاه های مطرحی چون استقلال ایران، پاس ایران و مس کرمان را در کارنامه خود دارد. وی به همراه پاس تهران  یکبار قهرمان لیگ و  با آبی پوشان پایتخت در هر دو جام لیگ و حذفی ایران قهرمان شده است.

## دوران باشگاهی
وی در تیم‌های باشگاه فوتبال شموشک نوشهر و سایپا سابقه بازی دارد و در تیر ماه ۱۳۸۹ به تیم استقلال تهران منتقل شد. این بازیکن که در فصل (۹۳–۹۲) به دلیل تزریق آمپول توسط پزشکان مس کرمان چند ماهی از میادین دور بود در نهایت تصمیم به آویختن کفش‌های خود گرفت. وی سرانجام در تاریخ ۱۲ خرداد ۱۳۹۳ از فوتبال خداحافظی کرد و کفش‌هایش را آویخت.
دوران ملی

### گل‌های ملی
| # | تاریخ         | محل برگزاری           | حریف   | نیمه | نتیجه | مسابقات                      |
| - | ------------- | --------------------- | ------ | ---- | ----- | ---------------------------- |
| ۱ | ۱۷ مرداد ۱۳۸۷ | ورزشگاه تختی، تهران   | فلسطین | ۱–۰  | ۳–۰   | مسابقات فوتبال غرب آسیا ۲۰۰۸ |
| ۲ | ۲۳ مرداد ۱۳۸۷ | ورزشگاه تختی، تهران   | سوریه  | ۱–۰  | ۲–۰   | مسابقات فوتبال غرب آسیا ۲۰۰۸ |
| ۳ | ۲۵ مرداد ۱۳۸۷ | ورزشگاه آزادی، تهران، | اردن   | ۲–۰  | ۲–۰   | مسابقات فوتبال غرب آسیا ۲۰۰۸ |

## افتخارات

### پاس تهران
- قهرمان لیگ برتر فوتبال ایران ۸۳–۱۳۸۲
- نایب قهرمانی لیگ برتر فوتبال ایران ۸۵–۱۳۸۴
- نایب قهرمانی جام حذفی فوتبال ایران ۹۳–۱۳۹۲

### استقلال تهران
- قهرمان جام حذفی فوتبال ایران ۹۱–۱۳۹۰

- قهرمان لیگ برتر فوتبال ایران ۹۲–۱۳۹۱
- نایب قهرمانی لیگ برتر فوتبال ایران ۹۰–۱۳۸۹

### فردی
- آقای گل مسابقات فوتبال غرب آسیا ۲۰۰۸